# Scotts Bluff National Monument

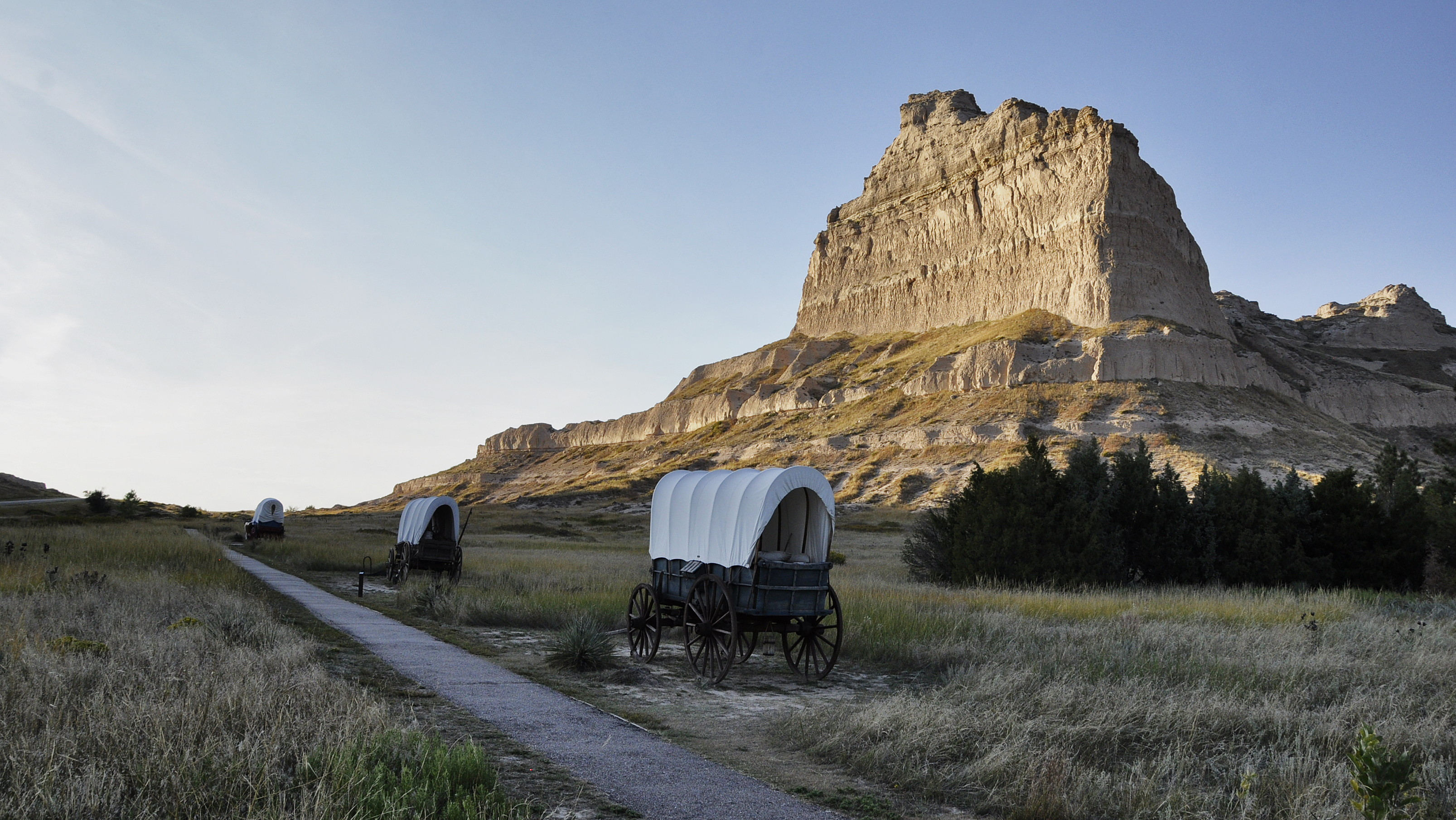
Eagle Rock - Scotts Bluff National Monument

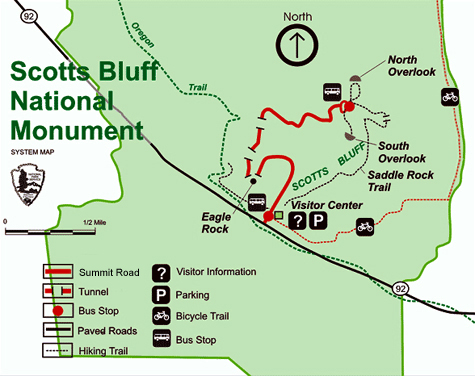
Kaart van Scotts Bluff National Monument

Scotts Bluff National Monument (Nederlands: Nationaal monument van Scott's klif) is een rotsformatie, 12,2 km² groot, onder het beheer van National Park Service. Het ligt in het noordwesten van de Amerikaanse staat Nebraska, bij de plaats Scottsbluff en Gering. Alhoewel het taalkundig Scott's Bluff moet zijn, is de officiële schrijfwijze Scotts Bluff. De plaats was voor de immigranten een duidelijk herkenbare plek vanop afstand op de Oregon Trail en de Mormon Trail. Fort Laramie, een andere halte op de tocht, ligt ongeveer 80 km ten noordwesten van Scotts Bluff. Het monument is genoemd naar Hiram Scott, een bonthandelaar die in 1828 vlak bij deze plek stierf.
Het nationaal monument omvat vijf steile rotsen waarvan de hoogste 240 m hoog is en Scott's naam kreeg. Het monument ligt aan de zuidzijde van de North Platte. De plek werd in 1812 voor het eerst in kaart gebracht door leden van de Pacific Fur Company, opgericht door John Jacob Astor.
Het noordelijk deel sluit aan bij badlands die tot aan de North Platte reiken. Hierdoor waren de pioniers verplicht de vallei van de rivier te verlaten op hun tocht westwaarts. Zij die de Oregon Trail volgden namen hier de Mitchell Pass, vlak ten zuiden van het monument. De migranten op de Mormon Trail zagen Scotts Bluff vanaf de noordelijke oever van de North Platte. Duizenden huifkarren lieten nog zichtbare wagensporen achter in het landschap. Ongeveer 250 000 mensen kwamen hier voorbij rond 1850 tot de aanleg van de Transcontinental Railroad in 1869 sneller en gemakkelijker toegang gaf tot het Wilde Westen.

## Geologie
De afzettingen die het landschap vormden zijn tussen 33 en 30 miljoen jaar oud en dus tertiair van oorsprong. Het landschap hier toont zijn geologische structuur voor deze periode beter dan eender waar in Nebraska. Getuigenheuvels ontstonden toen harde overkappingen de onderliggende lagen beschermden tegen erosie. In de zandsteen zijn siltsteen, leem en vulkanische as ingebed.

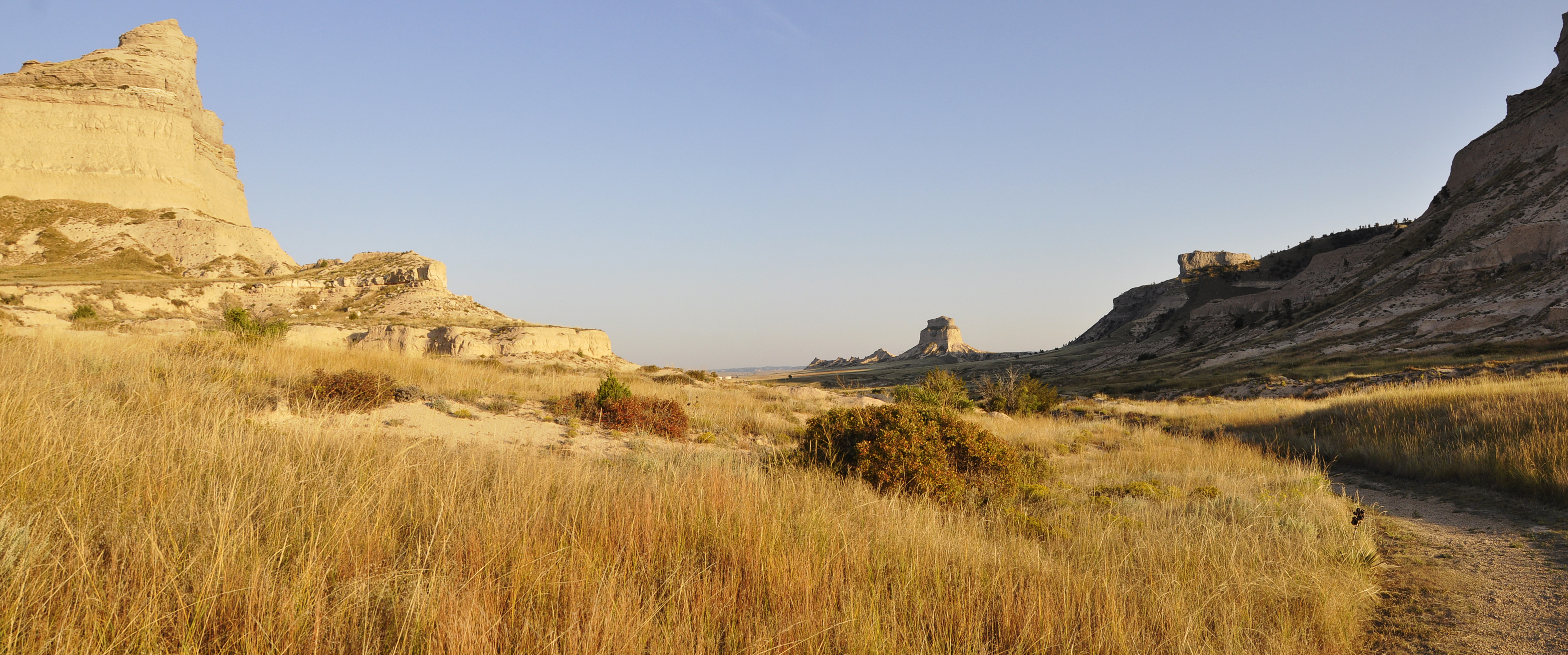
Scotts Bluff National Monument met Dome Rock in het centrum en de Mitchell Pass

## Afbeeldingen

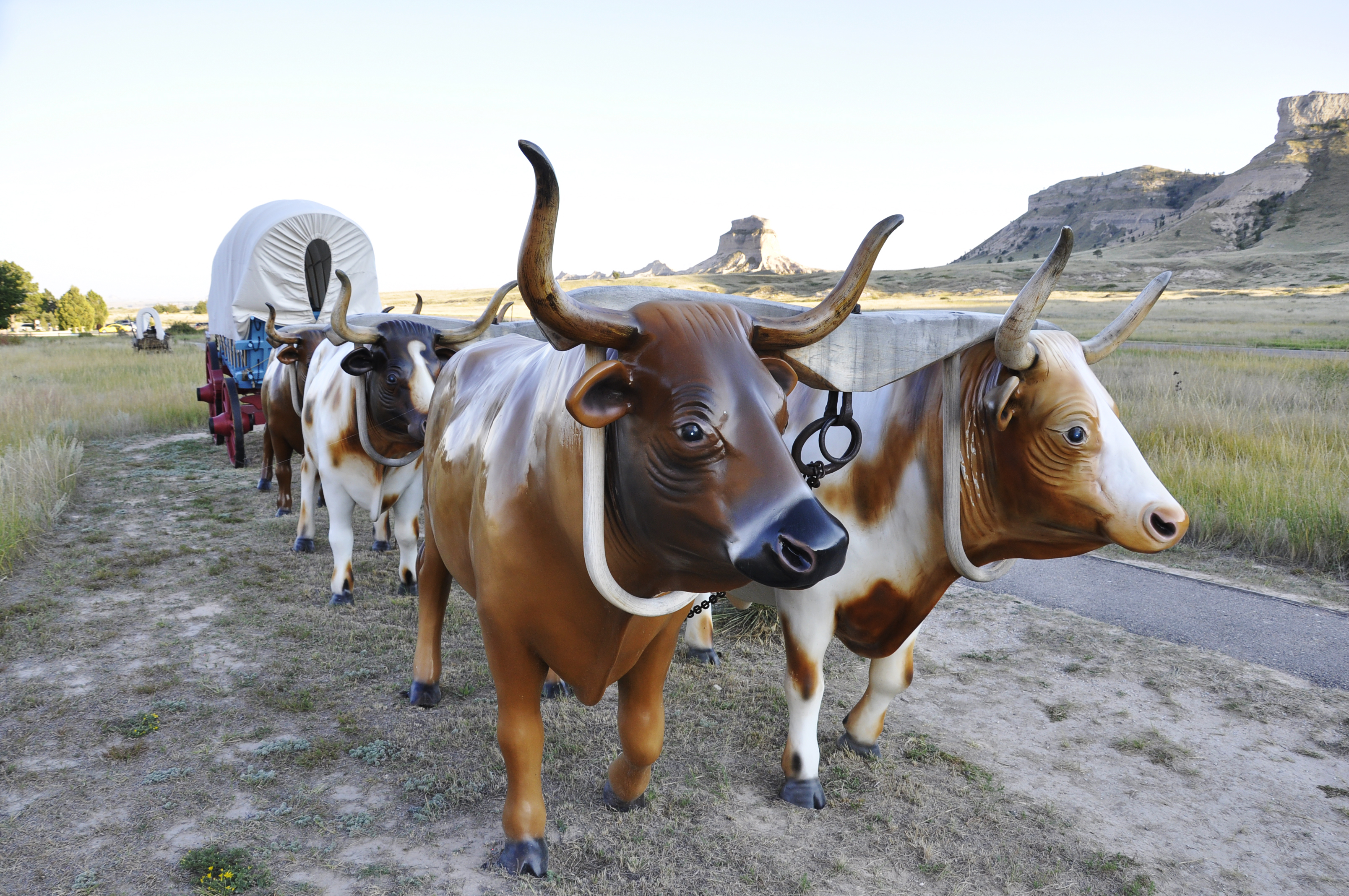
Ossen en huifkarren
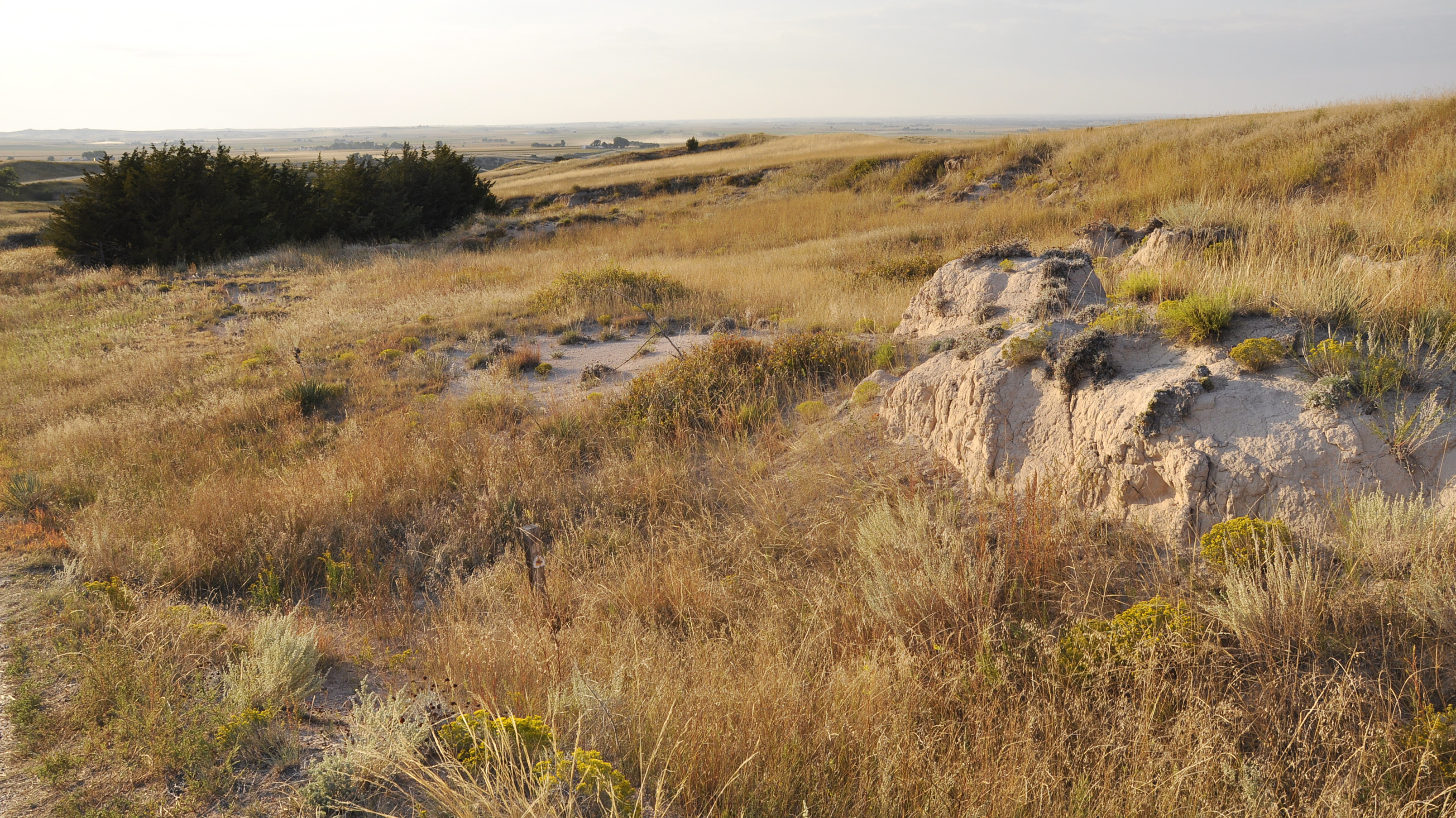
Wagensporen bij het paaltje en de badlands aan de noordzijde